# Ollie Johnston
Pour les articles homonymes, voir Johnston.
Pour Oliver Bradshaw Johnston, directeur financier de Disney, voir Disney Consumer Products.
Oliver Martin Johnston, Jr. dit Ollie Johnston est un dessinateur et animateur américain, né le 31 octobre 1912 à Palo Alto (Californie) et mort le 14 avril 2008 à Sequim (État de Washington).
Pionnier de l'animation, il était le dernier membre de la légendaire équipe des « Nine Old Men » des studios Disney.

## Biographie
Oliver Johnston fait ses études à l'université Stanford, l'université de Californie à Berkeley et au Chouinard Art Institute.
Il rejoint le département d'animation de Disney en 1935 comme intervalliste sur les courts-métrages de Mickey Mouse avant de travailler sur Blanche-Neige et les Sept Nains (1937), puis de superviser l'animation de séquences de Fantasia (1940), Pinocchio et Bambi (1942).
Il supervise par la suite l'animation de nombreux personnages, parmi lesquels :
- Ichabod et le Juge (avec Frank Thomas)[3] dans Le Crapaud et le Maître d'école (1949) ;
- Javotte et Anastasie dans Cendrillon (1950) ;
- le Roi de cœur et Alice dans la première scène où elle change de taille dans Alice au pays des merveilles (1951) ;
- M. Mouche dans Peter Pan (1953) ;
- Triste Sire et le prince Jean (avec Frank Thomas)[3] dans Robin des Bois (1973).

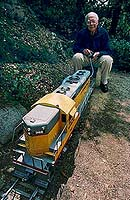
Ollie Johnston sur un train miniature en 1993.

Passionné de trains à vapeur, il construit à  partir de 1949 un train miniature dans son jardin à l'échelle 1/10e avec trois locomotives à l'échelle 1/12e (aujourd'hui propriétés de son fils), qui servira d'inspiration à Walt Disney pour construire dans son propre jardin le Carolwood Pacific Railroad avec l'aide de Roger E. Broggie. Ce train sera à son tour la source d'inspiration du Disneyland Railroad et du parc Disneyland.
Dans les années 1960, Ollie achète et restaure une vraie locomotive à faible écartement de type Porter (en). Il la baptise Marie E. en l'honneur de sa femme, Marie Worthey, une intervalliste du département Encre et peinture des studios Disney qu'il a épousée en 1943. Cette locomotive est vendue en 2004 à John Lasseter,  directeur artistique de Walt Disney Imagineering (depuis 2006)  et ancien vice-président et directeur créatif de Pixar , qui réservera à Ollie une surprise en la faisant installer sur les rails du Disneyland Railroad, permettant à Ollie de faire le tour de Disneyland dans son propre train lors d'une visite privée.
Il prend sa retraite en 1978, même s'il sert de consultant sur Rox et Rouky en 1981. Son fils Richard O. Johnston compose la chanson Best of Friends (Deux bons copains) pour ce film.
Avec son comparse de toujours, Frank Thomas, il rédige un livre sur l'animation intitulé The Illusion of Life, publié pour la première fois chez Abbeville Press en 1981 et réédité ensuite  à de nombreuses reprises par Disney sous le nom Disney Animation : The Illusion of Life. Ce livre est considéré comme la bible des animateurs pour l'animation traditionnelle à la main et principalement pour l'animation des personnages de style Disney.
En 1989, il est nommé Disney Legend aux côtés des « Nine Old Men » (dont six à titre posthume).
Frank Thomas et Ollie Johnston sont ressortis de leurs retraites à deux reprises pour prêter leur voix (en version anglaise) à leurs caricatures dans des longs métrages coproduits par Disney :
- Le Géant de fer (1999) sous les traits de deux cheminots ;
- Les Indestructibles (2004) sous ceux de deux vieux messieurs qui déclarent « That's old school...  – Yeah, no school like the old school. » (« C'est la vieille école... – Ouais, rien de mieux que la vieille école. »).

Les deux amis ont été mis à l'honneur en 1995 dans un documentaire biographique Frank and Ollie, réalisé par Theodore Thomas, fils de Frank, et présenté au Festival international du film de Toronto. Ce documentaire met en avant leurs carrières professionnelles, la vie privée et leur amitié.
Frank Thomas meurt le 8 septembre 2004, suivi le 20 mai 2005 par Marie Johnston. Le 10 novembre 2005, Ollie Johnston est l'un des récipiendaires de la prestigieuse National Medal of Arts, remise par le président George W. Bush lors d'une cérémonie dans le Bureau ovale.
Ollie Johnston meurt le 14 avril 2008 à 95 ans.

## Filmographie
- 1934 : Two-Gun Mickey
- 1935 : Le Jardin de Mickey
- 1936 : Le Rival de Mickey
- 1936 : More Kittens (assistant, non crédité)
- 1937 : Le Petit Indien (assistant, non crédité)
- 1937 : Blanche-Neige et les Sept Nains (assistant, non crédité)
- 1938 : Le Brave Petit Tailleur
- 1939 : La Surprise-partie de Mickey
- 1939 : Le Cochon pratique (assistant, non crédité)
- 1939 : Chien d'arrêt
- 1940 : Pinocchio
- 1940 : Fantasia
- 1942 : Bambi
- 1942 : How to Play Baseball
- 1943 : Victoire dans les airs
- 1943 : Reason and Emotion
- 1943 : Petit Poulet (Chicken Little)
- 1944 : Le Pélican et la Bécasse (The Pelican and the Snipe)
- 1944 : Les Trois Caballeros
- 1946 : Pierre et le Loup
- 1946 : La Boîte à musique
- 1946 : Mélodie du Sud
- 1948 : Johnny Pépin-de-Pomme
- 1948 : Mélodie Cocktail
- 1949 : Le Crapaud et le Maître d'école
- 1950 : Cendrillon
- 1951 : Alice au pays des merveilles
- 1952 : Susie, le petit coupé bleu
- 1953 : Peter Pan
- 1953 : Franklin et moi
- 1954 : Petit Toot
- 1955 : La Belle et le Clochard
- 1959 : La Belle au bois dormant
- 1961 : Les 101 Dalmatiens
- 1963 : Merlin l'Enchanteur
- 1964 : Mary Poppins
- 1967 : Le Livre de la jungle
- 1970 : Les Aristochats
- 1973 : Robin des Bois
- 1977 : Les Aventures de Winnie l'ourson
- 1977 : Les Aventures de Bernard et Bianca
- 1981 : Rox et Rouky

## Livres
- Œuvres coécrites avec Frank Thomas
  - The Illusion of Life
    - Abbeville Press, première édition, 1981
    - Disney Éditions, révisé en 1995,  (ISBN 0-7868-6070-7), 576 pages

  - Too Funny For Words: Disney's Greatest Sight Gags, Abbeville Press, 1990  (ISBN 0-89659-747-4), 223 pages
  - The Disney Villain, Disney Éditions, 1993  (ISBN 1-56282-792-8), 224 pages
  - Walt Disney's Bambi: The Story and the Film, Disney Éditions, 1990,  (ISBN 1-55670-160-8), 208 pages

## Distinctions
- 1992 :  Prix Yellow-Kid à disposition du jury, pour l'ensemble de son œuvre
- 1989 : Nommé Disney Legend aux côtés des autres Nine Old Men[2].
- 2005 : National Medal of Arts

## Anecdotes
- Dans Les Aventures de Bernard et Bianca (1977), le dernier film auquel il participe avant sa retraite officielle, il est caricaturé sous l'aspect du chat Rufus.